# Истана
Истана («дворец») — официальная резиденция и офис президента Сингапура . Дворец открыт для публики во время государственных праздников, и именно здесь президент принимает и развлекает государственных гостей.
Истана также является офисом премьер-министра Сингапура, и в комплекс также входит Шри Темасек, официальная резиденция премьер-министра с момента обретения Сингапуром независимости в 1965 году,  хотя ни один из премьер-министров никогда там не жил.
106 акров (0,42896678073 км2)  земли когда-то были частью обширной мускатной плантации горы София. В 1867 году британское колониальное правительство приобрело эту землю и построило особняк, который стал официальной резиденцией британского губернатора. Так продолжалось до 1959 года, когда Сингапуру было предоставлено самоуправление, а губернатора сменил Ян ди-Пертуан Негара, которого, в свою очередь, сменил президент Сингапура.

## История

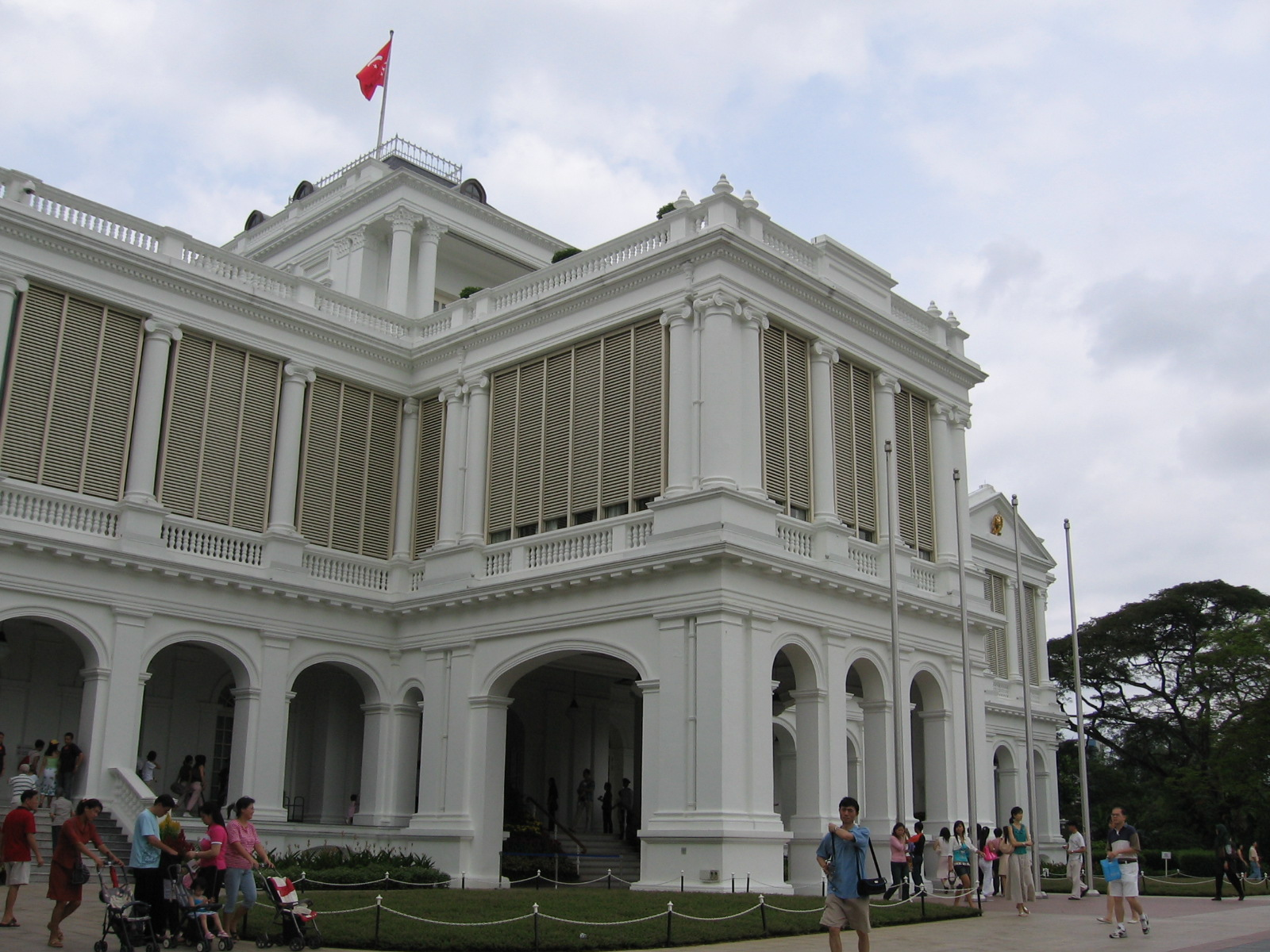
Главный фасад Истаны, когда-то заслуживший похвалы жителей, писателей и посетителей.

### После Второй мировой войны
Здание продолжало использоваться губернаторами недавно созданной Королевской колонии Сингапур. Когда Сингапур обрёл самоуправление в 1959 году, здание было передано правительству Сингапура. Затем оно было переименовано в Истану. Юсоф бин Исхак был назначен первым местным главой государства, Ян ди-Пертуан Негара, и вступил в должность в Истане.
В период с 1996 по 1998 год здание было капитально отремонтировано, чтобы добавить больше пространства и современных удобств. Сегодня в здании есть шесть залов, используемых для церемониальных и развлекательных целей. В здании находятся офисы президента Сингапура и его администрации.

### Настоящее
С момента своего первого заселения в 1869 году Истана пережила 21 срок губернаторства (1869–1959), два срока правления Янга ди-Пертуана Негара (1959–1965) и девять сроков президентского правления (с 1965 года), не считая период японской оккупации между 1942 и 1945 годами.
Истана – официальная резиденция президента Сингапура. Однако после правления Девана Наира, третьего президента Сингапура, здесь не жили ни президенты, ни члены кабинета министров.  Виллы, предназначенные для глав иностранных государств, используются редко. Здание «Истана» и его территория открыты для публики в пять государственных праздников. – Китайский Новый год, Дипавали, Хари Рая Пуаса, День труда и Национальный день . Из-за близости Дипавали и Хари Рая Пуаса в некоторые годы территория Истаны иногда открывается только один раз в этот период в ознаменование обоих государственных праздников. Территория также часто используется для государственных функций и торжественных мероприятий, таких как приведение к присяге, вступление в должность и вручение верительных грамот главами иностранных миссий. Премьер-министр, старший министр и министр-наставник имеют свои офисы в пристройке к Истане.
В первое воскресенье месяца проходит парад смены караула, который является популярным общественным мероприятием.

## Архитектура

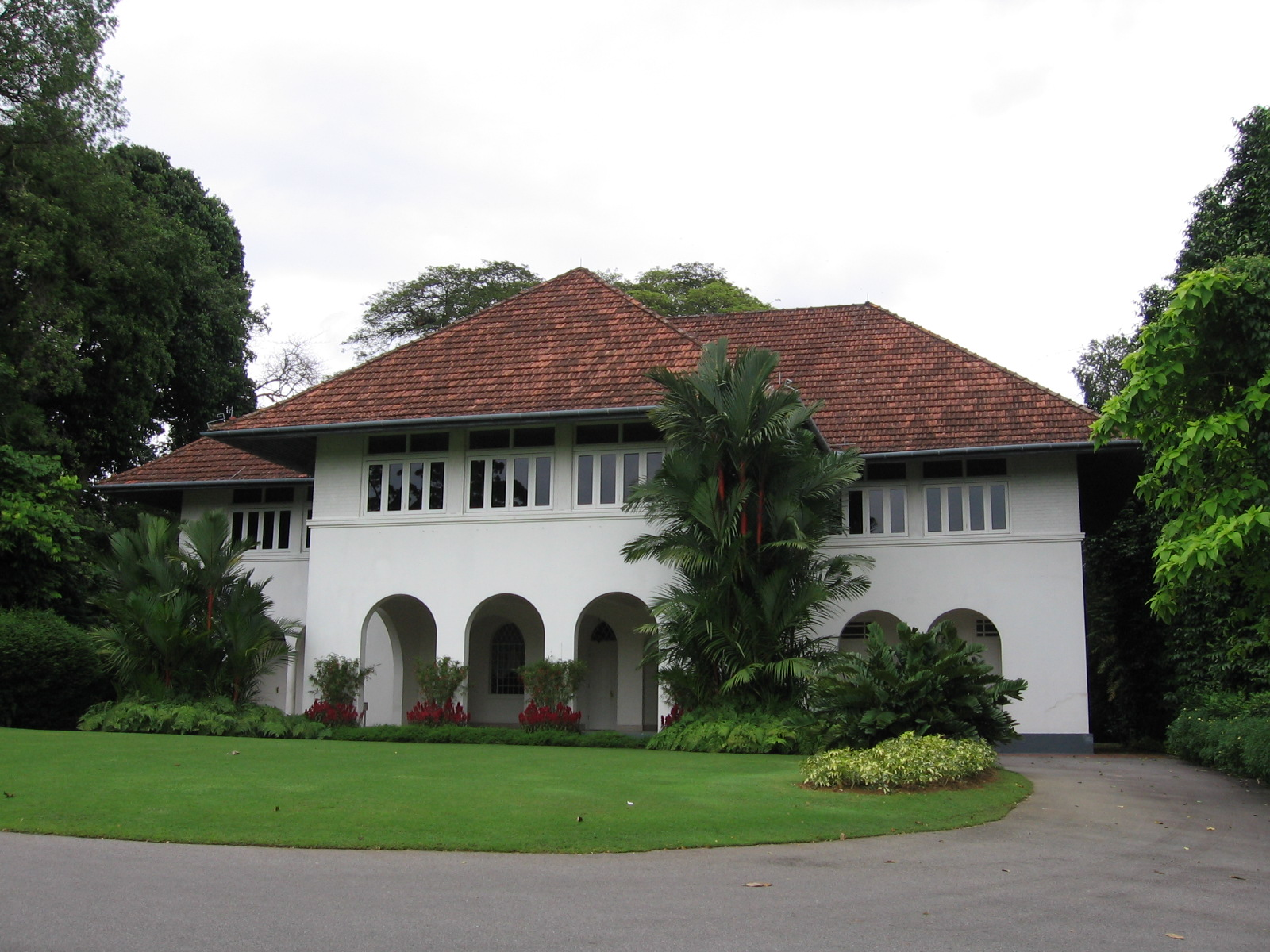
Вилла Истана.

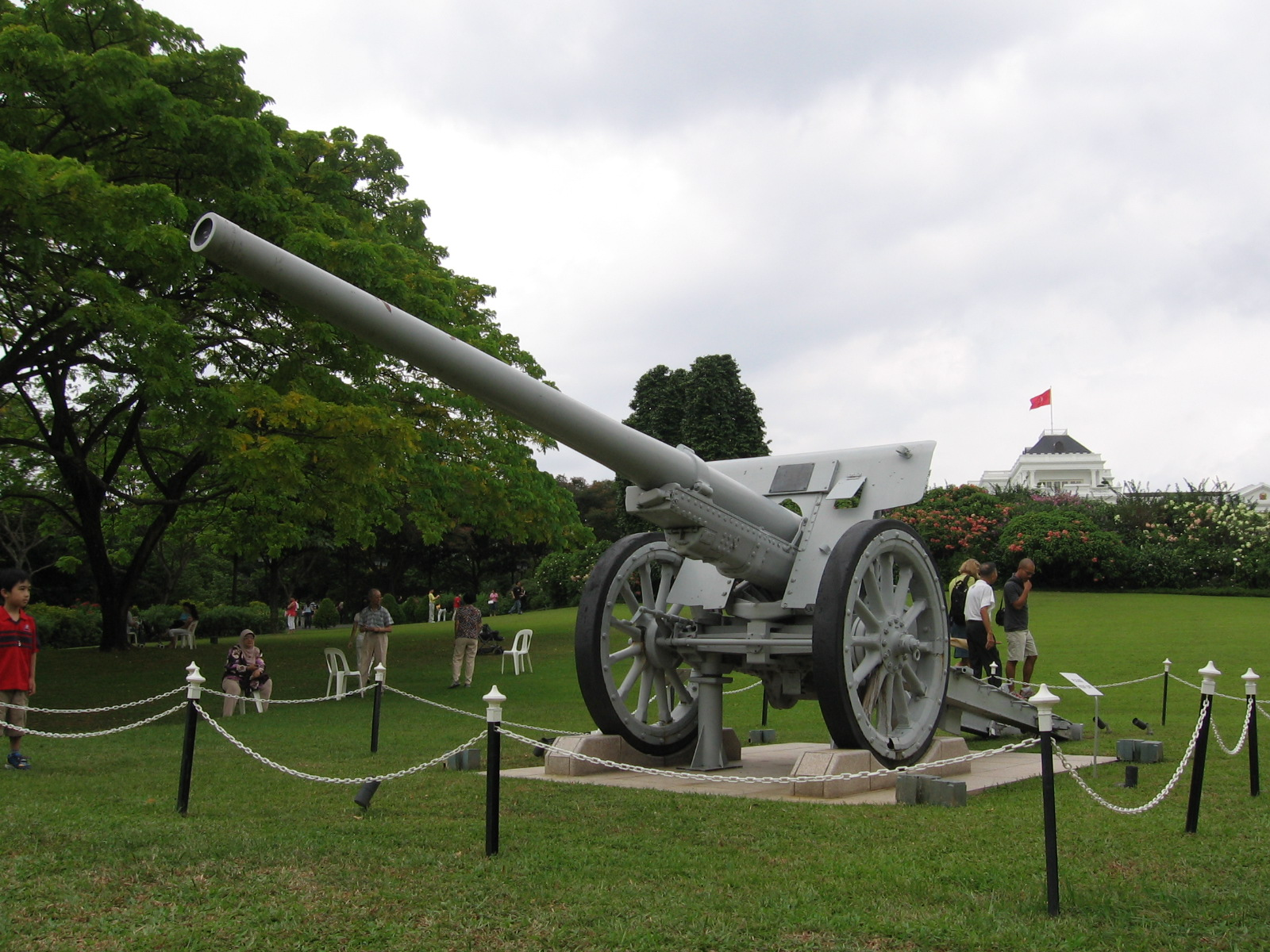
Японская полевая артиллерийская установка на территории Истаны.

Истана похожа на многие здания в неопалладианском стиле XVIII века, спроектированные британскими военными инженерами в Индии. Оно имеет тропическую планировку, напоминающую малайский дом, с добавлением статных колонн, глубоких веранд, окон с жалюзи и дверей с панелями, обеспечивающими перекрестную вентиляцию. Доминирует центральная трехэтажная возвышенная часть высотой 28 метров. Достаточно пропорциональные двухэтажные боковые крылья украшены ионическим, дорическим и коринфским ордерами с ионическими колоннадами на втором этаже и дорическими колоннадами на первом этаже. Здание расположено на возвышенности с видом на величественную территорию владения, напоминающую великие сады Англии.

### Здания и сооружения на территории
- Шри Темасек, также построенный в 1869 году для колониального секретаря Стрейтс-Сетлментс, был официальной резиденцией премьер-министра Сингапура с момента обретения независимости.
- Приложение .
- Вилла Истана (1938 г.).
- Ложа (1974).
- Японское орудие полевой артиллерии ( 10-см пушка Тип 92 ), подаренное лидеру вернувшихся победоносных британских войск в Сингапур лорду Луи Маунтбаттену после официальной капитуляции Японии британцам в 1945 году в конце Второй мировой войны.
- Болотный сад (1970).
- Пруд Виктория .
- Поле для гольфа на девять лунок.
- Место захоронения мусульман Бенкулена, приехавших в Сингапур между 1825 и 1828 годами, расположено на южных склонах территории недалеко от входа на Орчард-роуд.

## Помещения в главном здании

### Первый этаж
- Зал приёмов — это место, где президент принимает высокопоставленных лиц и глав иностранных государств. Как следует из названия, после государственного обеда здесь проводятся чайные приемы.
- В Банкетном зале гости обедают с президентом и развлекаются. В конце зала находится обманка, написанная на фоне орхидей. Помещение, ранее принадлежавшее кухне и некоторым мастерским, также используется для демонстрации государственных подарков.
- Государственный зал является резиденцией и кабинетом президента. Зал используется для проведения таких мероприятий, как приведение к присяге новоизбранных членов кабинета министров или президента, а также для вручения наград. Когда это была гостиная сэра Шентона Томаса, в одном конце комнаты у него стояла статуя королевы Виктории. Позже статую убрали, чтобы освободить место для нынешнего президентского кресла и двух флагов: государственного флага и президентского штандарта. Статуя королевы Виктории сейчас стоит в конце пруда Виктория, расположенного к югу от территории Истана.

### Второй этаж
- Приёмная — это небольшая гостиная на втором этаже, ведущая в Восточную и Западную гостиные. Именно здесь президент проводит беседы с иностранными высокопоставленными лицами.
- В Восточной гостиной представлена коллекция государственных подарков, в том числе набор фарфоровой посуды, изготовленный во Франции и подаренный президенту Бенджамину Ширсу, который выставлен в витрине из пуленепробиваемого стекла.
- Западная гостиная — это гостиная, в которой проходило множество интервью с главами государств и членами парламента. В комнате настелен оригинальный деревянный пол 1930-х годов. На стенах комнаты выставлены бесценные копии арабских гобеленов, подаренных султаном Омана президенту Онг Тенг Чеонгу в 1990-х годах.
- Зал Ширса — это частная столовая, названная в честь президента Бенджамина Ширса, второго президента Сингапура. Его используют президент и члены его семьи или, в некоторых случаях, члены кабинета министров. Карточки с именами, указывающие положение каждого человека, напечатаны и покрыты золотом компанией Risis. Помимо уникального обеденного стола в форме лодки, в правой части комнаты висят семь расписных панелей, изображающих семь президентов и членов их кабинета министров.
- Комната Юсофа названа в честь первого президента Сингапура Юсофа бин Исхака; его бюст стоит в конце этой гостиной. В комнате имеется большое панно в китайском стиле, расписанное фениксами и пионами .

### Мезонин
U-образная парадная лестница ведет на второй и третий этажи Истаны. На первой площадке на приподнятой витрине стоит Хранитель дома. 35-сантиметров (14 ″) статуя изготовлена из дерева из Индии, слоновой кости и перламутра. «Хранитель» был изготовлен индийскими рабочими, построившими Истану, и подарен сэру Шентону Томасу в ознаменование того, что он поселился там. Во время Второй мировой войны статую поместили в кладовую. О ней забыли до 1995 года, когда охранникам Истаны было поручено очистить складское помещение, после чего его нашли лежащим рядом с британским гербом, который раньше висел у главного входа в Истану.

### Третий этаж
- Несмотря на название Президентской гостиной, он также служит главным балконом Истаны, с которого открывается вид на церемониальную площадь и лужайку на первом этаже. Комната оформлена в стиле Голубой комнаты Белого дома, из которой также открывается вид на лужайку Белого дома. Напротив этого зала находится кабинет президента.
- В кабинете президента Сингапура, закрытом для публики, есть четыре основных предмета мебели: темно-бордовый диван для отдыха гостей, главный рабочий стол из дерева, офисное кресло из воловьей кожи и деревянное кресло. боковой стол.